# Vincent Rocks
Vincent Rocks war eine Rockband aus München, die 2003 aus der Wolle Kriwanek Band entstanden ist.

## Geschichte
2003 entschlossen sich nach dem plötzlichen Tod von Wolle Kriwanek die Musiker seiner Band, unter dem Namen „Vincent Rocks“ weiterhin gemeinsam Musik zu machen.
Bandleader war Paul Vincent Gunia. Konzept der Band war es, unterschiedlichste Elemente der Musikgeschichte mit Rocksounds zu verbinden.
So waren im Programm der Band neben eigenen Stücken sowohl neu arrangierte Beatles-Songs als auch die Kleine Nachtmusik von Mozart, die in Sunshine of Your Love von Cream überging, oder eine Blues-Version des Brecht/Weill Klassikers Die Moritat von Mäckie Messer zu hören.
Am 17. April 2010 starb auch Bassist Mick Brehmen, an seine Stelle trat Günther Gebauer.
Am 25. Oktober 2016 starb auch Paul Vincent Gunia unerwartet an den Folgen eines schweren Herzinfarkts, was zur Auflösung der Band führte.

## Stil
Der Musikstil der Band stellt eine Mischung aus Rock, Blues und Klassik dar.

## Diskografie

### Alben
- 2007: American Girl live
- 2007: Unplugged live
- 2011: Die Neue
- 2016: 300 Jahre Rock’n Roll